# Kamienica Hermana Konstadta w Łodzi
Kamienica Hermana Konstadta – kamienica znajdująca się w Łodzi przy ul. Piotrkowskiej 53. Kamienica została wpisana do rejestru zabytków nieruchomych województwa łódzkiego 20 stycznia 1971 roku, z numerem A/36.

## Historia
W latach 80. XIX w. Herman Konstadt zakupił za sumę 40 tys. rubli działkę pod numerem 53. Wówczas znajdował się na niej parterowy dom, a na jego tyłach rozciągał się pas zieleni. Budowę kamienicy rozpoczęto po 1883 roku, a zakończono w 1885. Autorem projektu architektonicznego był Juliusz Adolf Jung, budowniczy pracujący dla przedsiębiorstwa I. K. Poznańskiego, w miejscu dawnego domu tkacza. Ze względu na masywność bryły kamienicy była ona nazywana pałacem. Po wystawieniu kamienicy została ona określona jako najpiękniejsza w Łodzi.
W kamienicy miały swoją siedzibę oraz składy różne przedsiębiorstwa, do których należały m.in.: Krusche i Ender, Towarzystwo Akcyjne Piotrkowskiej Manufaktury, Peterburskie Towarzystwo „Skorochód” (najelegantszy skład obuwia produkowanego przez to przedsiębiorstwo), czy Leonhardt, Wolker i Girbardt SA. Od 1918 roku w kamienicy mieściła się siedziba Związku Zawodowego Urzędników Miejskich w Łodzi.

## Architektura
Budynek posiada dekoracyjne formy neorenesansu francuskiego z elementami „stylu Franciszka I”. Charakterystycznym elementem kamienicy Hermana Konstadta jest wykusz nad bramą, którego dźwigają dwaj atlanci. Na wyższych kondygnacjach umieszczono kariatydy, natomiast budynek nakrywa wysoki dach z mansardami i żeliwną balustradką na kalenicy. Oba piętra mają po dwa balkony tralkowe. Pomiędzy oknami znajdują się pilastry. Kondygnacje oddzielone są gzymsami, a pod gzymsem wieńczącym oraz pomiędzy drugą a trzecią kondygnacją znajduje się fryz z ornamentem roślinnym.